# A két Szent Ewald
A két Szent Ewald (németül: heiligen Brüder Ewaldi), (meghaltak 692-ben) szentként tisztelt kora középkori ír vértanúk.
A két Ewald, hajuk színe után „fekete Ewald” és „fehér Ewald” ír szerzetesek voltak, aki hitterjesztés céljából utaztak Germániába. A pogány szászok földjén vértanúságot szenvedtek. Ünnepnapjukat október 3-án üli az egyház.